# 미에 TV 방송

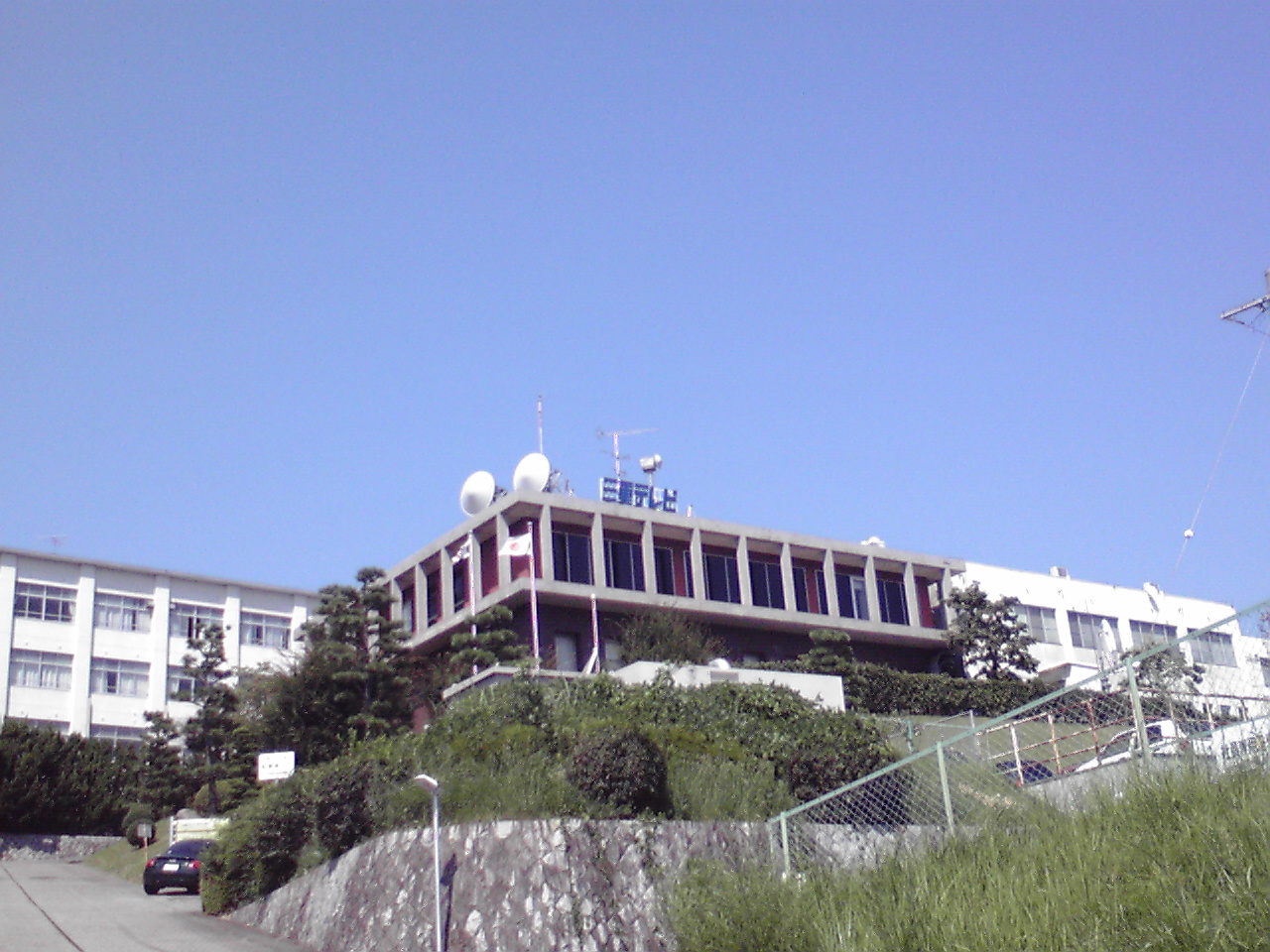
미에 TV 사옥

미에 TV 방송(三重テレビ放送)은 1969년 12월 1일 미에현의 독립 UHF방송국으로 개국했다.
약칭은 MTV, 콜사인은 JOMH-DTV이다.

## 개요
- 개국 당시부터 1980년대 중순까지는 프로그램 숫자가 많지 않아 평일방송은 오후 5시 20분부터 시작했으며 그 후 TV 문자 뉴스(주니치 신문 배급) 방송이 개시되어 오후 12시 전부터 방송을 시작할 수 있었고 현재는 프로그램 숫자가 많아져 새벽·심야 방송도 하고 있다.
- 방송국 전파가 먼곳까지 도착하기 때문에 미에현 이외의 지역에도 많은 시청자가 있으며 나고야 시 등 일부지역에서는 미에TV 수신 전용 안테나도 팔리고 있다.
- 아이치현을 방송대상으로 하는 TV 아이치와 미에현 일부지역에서 방송구역이 겹치지만 TV아이치가 같은 주니치 신문 계열방송국인 관계로 선 TV와 같이 TXN 프로그램이 방송되지 않는 사태는 일어나지 않았다.
- 네트워크에 속하지 않는 독립 UHF 방송국이며, 네트워크 소속 방송국 프로그램은 TV 도쿄제작 TXN 계열 프로그램(특히 TV아이치에서 방영되지 않는 프로그램이 많다)과 간사이 TV 방송제작 프로그램을 주로 구입하고 있다.
- 미에TV에서 프로그램이나 뉴스등의 소재를 보낼 수 있는 회선이 설비되어 있지 않기 때문에 실시간으로 외부에 영상을 보낼 수 없다.
이 때문에, 뉴스 영상을 타 방송국(TV 도쿄 등)에 보낼 때는 긴테츠의 전철을 이용해 TV 아이치를 통해 보내고 있는 것 같으며 반대로 영상을 받는 회선(내리막 회선)이 1개이므로 타 방송국과 동시에 방송하는 프로그램이 적다.

## 연혁
- 1967년 11월 1일 무선국 예비면허 교부
- 1968년 3월 8일 미에 전파 방송 주식회사 창립
- 1968년 5월 26일 상호를 미에 TV 방송 주식회사로 변경
- 1969년 11월 1일 무선국 본면허 교부
- 1969년 11월 3일 이 날 오후 4시 30분부터 시험방송 개시
- 1969년 12월 1일 개국
- 1974년 3월 개국 이후 처음으로 흑자달성
- 1979년 개국 10주년을 맞아 회사로고를 현재 사용중인 로고로 변경
- 2005년 4월 1일 지상파 디지털 텔레비전 방송 개시
- 2006년 4월 1일 원세그 방송 시작
- 2011년 7월 1일 지상파 디지털 텔레비전 방송에서 평일 8시에서 오후 5시 사이에 보조 채널을 이용한 제2 방송(072 ch) 개시
- 2011년 7월 24일 아날로그 텔레비전 방송 종료

## 특징
- 현재, 미에 TV 방송·NHK 쓰 방송국의 송신소가 설치되어 있는 하세야마 지역은 원래 미개발 지역이었고, 그 지역에 최초로 송신소를 세운 방송국이 미에 TV 방송이다.
  - 송신소 설치 계획을 세웠던 당시 주변지역에서 고분군이 발견되자 미에대학 등에서 건설중지를 요구하지만 도로 노선등을 변경한 결과 공사가 승낙됐으며 송신소를 향하는 도로의 정비는 자위대의 협력을 얻어 3개월 만에 정비가 완료되었다.
- 개국 당시에는 이세지역에 중계국이 없었으며 주쿄지역 광역 텔레비전국의 전파로 인해 미에TV의 전파가 이세지역에 닿지 않는 문제가 발생했다.
그 당시 법률에 의해 미에TV가 중계국을 개설할 수 없는 상태였지만 자사가 현역텔레비전 방송국인 것을 이유로 당시 일본 우정성을 설득해 이세지역에 중계국을 개설할 수 있게 되었다.
- 미국 MTV가 일본 진출할 때, 미에TV에 약칭인 MTV의 사용 허락을 받았다는 이야기가 있다.
- 1970년 요미우리 자이언츠가 나고야 구장에서의 주니치 드래건스전에서 당시 센트럴 리그 신기록인 6년 연속 우승을 했지만 주쿄광역권에서의 TV중계가 끝나 있었던 시기여서 미에TV가 중계방송을 했으며 이로 인해 원래 방송구역인 미에현은 물론 시청 가능 지역인아이치현 나고야시에서는UHF대역이 시청 가능한 TV와 UHF 안테나의 공사의뢰가 쇄도했다고 하는 일화가 있다.
- 설날 특별 방송인 「축하합니다!긴키의 설날」(긴키광역권 독립 UHF방송국 공동 제작)을 방송하고 있지만 제작에는 관련하지 않았다.
- 2~3년 전부터, 자체제작 뉴스에서 전국뉴스를 취급하게 되어 외부에서 제공된 취재 영상도 방송되고 있다.[1].
- 방송구역에 아이치현 일부가 포함돼서인지 프로그램에서 아이치현의 정보를 방송하는 일이 자주 있다.
- 간사이 지방에 가까워서인지 방송되는 프로그램 중에 간사이 민방 텔레비전국이 제작한 로컬프로그램이 많다.

## 미에현에 있는 다른 텔레비전·라디오 방송국
- NHK 쓰 방송국
- 미에 FM방송(JFN 계열)